# Merkhav Mugan

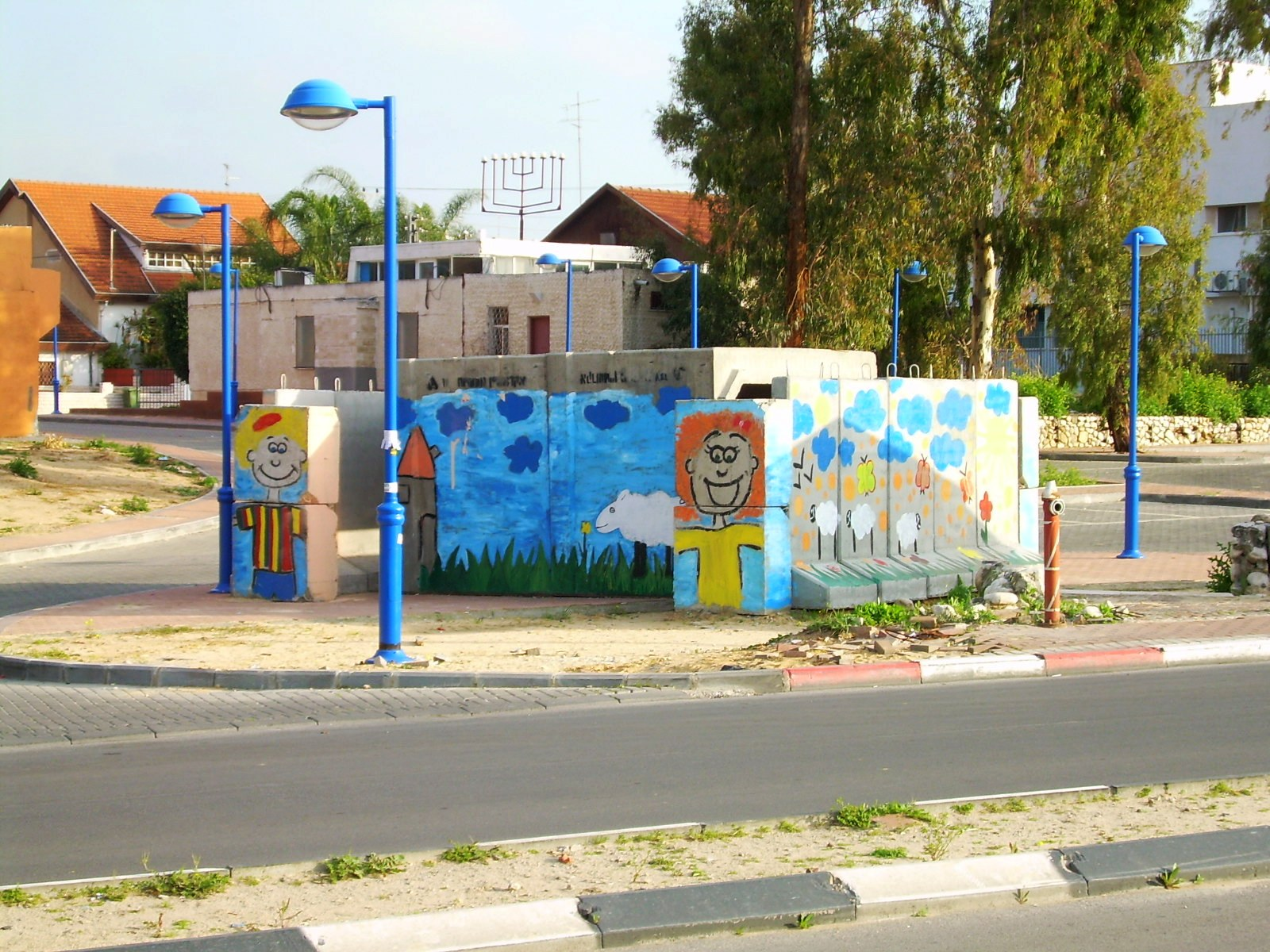
Refugi antiaeri a Sederot.

Merkhav Mugan (en hebreu: מרחב מוגן) és un tipus de refugi antiaeri israelià. L'Estat d'Israel requereix que tots els edificis tinguin accés a refugis antiaeris des de 1951, i tots els apartaments nous han de tenir accés a un refugi antiaeri. Totes les instal·lacions mèdiques i educatives estan preparades per rebre atacs NRBQ (des de l'any 2010) (per exemple cada sala d'operacions ha estat construïda per aguantar l'impacte directe d'un mísil), algunes sales han estat construïdes amb circuits tancats d'aire, i són capaçes de resistir als agents químics durant períodes curts de temps, a més han d'incloure sistemes de filtres d'aire. Els refugis antiaeris públics, és fan servir habitualment com a espai de joc en temps de pau, de manera que els nens se sentin còmodes al entrar en els refugis, quan sigui necessari, i no estiguin espantats.